# Andrzej Pokorski
Andrzej Pokorski (ur. 1950) – polski hokeista, reprezentant kraju.
Zawodnik grający na pozycji napastnika. W latach 1968–1972 oraz 1975–1985 bronił barw Łódzkiego Klubu Sportowego z przerwą na służbę wojskową, którą odbywał w stołecznej Legii.